# Топорик
Топорик (Fratercula cirrhata) — відносно численний морський птах середнього розміру, поширений на півночі Тихого океану. Це один з трьох видів роду іпатка (Fratercula) родини алькових. Його легко розпізнати за товстим червоним дзьобом та жовтими чубками.

## Зовнішній вигляд
Топорики — це птахи середніх розмірів, довжина тіла близько 40 см; вага — 600—800 г. Забарвлення оперення одноманітне, чорно-буре. Щоки білі, за очима пучки довгого жовтуватого пір'я, закручені донизу. Лапи червоні. Дзьоб міцний, високий, стиснутий з боків.

## Поширення
Живуть топорики на азійському і американському узбережжі північної частини Тихого океану, на півдні до Каліфорнії.

## Спосіб життя
Гніздяться топорики колоніями по узбережжі океану. Чудовий літун; з води злітає важко, довго розганяючись, але в повітрі тримається легко, залітаючи часом на великі висоти. Добре плаває і пірнає.
На відміну від більшості алькових топорик при ходьбі не спирається на всю кінцівку. Бігає, відштовхуючись пальцями, як і всі інші птахи.

## Живлення
Живиться топорик дрібною рибою і морськими безхребетними.
Місцями топорики досить чисельні, наприклад, на одному з островів Берингового моря на площі приблизно в 12 км було нараховано 100 000 пар.
Топорики служать об'єктом промислу, в їжу використовуються м'ясо і яйця.

## Розмноження
Єдине яйце топорик відкладає в нору, яку риє в м'якому ґрунті або під камінням. Пташеня, що вилупилося, вкрите густим довгим і тонким пухом; залишає гніздо повністю опереним.
Батьківська турбота топорика триває до тих пір, поки пташеняті час вибиратися з гнізда і починати жити самостійно. Це настає приблизно на 40-50-й день його життя. Батьки спонукають його до цього кроку, перестаючи годувати. І вже через 2-3 дні голодне пташеня вилазить з нори. До цього моменту його дитячий пух вже повністю заміниться пір'ям.